# Cherusken

Stammen in Europa omstreeks 50 Ad

De Cherusken waren een Germaanse stam in noordwest Duitsland, aan de middenloop van de Wezer. De belangrijkste buurvolkeren waren de Chatten en de Chauken.
De Cherusken werden het eerst vermeld door Gaius Julius Caesar in zijn werk "De Bello Gallico", boek 6.10, waarin hij zijn wederwaardigheden van 53 v.Chr. beschreef. De Cherusken werden in 12 v.Chr. onderworpen door Nero Claudius Drusus tijdens zijn veldtochten ten oosten van de Rijn. Later verwierf de stam grote roem tijdens de Slag bij het Teutoburger Woud in 9 n.Chr. onder leiding van Arminius, wanneer de Cherusken in alliantie met aangrenzende Germaanse stammen, de Bructeren, Chatten en Marsen, drie Romeinse legioenen onder Publius Quinctilius Varus vernietigend versloegen. Na deze slag verliet Rome het streven om het Germaanse gebied tussen Rijn en Elbe in te lijven bij het Romeinse Rijk en trok het zich terug tot de Rijngrens. De verovering werd te kostbaar geacht. Tacitus schreef in De origine et situ Germanorum dat de Cherusken nadien een lange periode van vrede hebben gekend, waarna ze met de Chatten in oorlog raakten en door dezen werden verslagen. De datering van de oorlog is onduidelijk, maar zal tussen 51 n.Chr. en 98 n. Chr liggen.

## Beroemde Cherusken
- Arminius, liberator Germaniae (aldus Tacitus), versloeg Varus en maakte een einde aan de Romeinse bezetting van Germania.
- Flavus ("de blonde", bijnaam gegeven door zijn Romeinse collega's), broer van Arminius, dient als officier in het Romeinse leger onder Germanicus.
- Segestes, tegenspeler van Arminius, stelt Varus op de hoogte van diens plannen.
- Italicus, als gijzelaar opgegroeid in Rome en door Claudius in 47 n.Chr. als koning naar de Cherusken gezonden. Neef van Arminius.

## Beroemde tegenstanders van de Cherusken
- Drusus, onderwierp de Cherusken
- Varus, legatus pro praetore in Germania, liet zich ondanks de waarschuwing van Segestes door Arminius in een val lokken.
- Germanicus, Romeins veldheer, organiseerde grootscheepse veldtochten in Germania, maar moest opgeven.
- Maroboduus, aanvoerder van de Sueben, moest toezien hoe de Semnonen en de Longobarden de kant van Arminius kozen.

## Data
- 18 v.Chr. - 9, Verovering door Drusus en Tiberius.
- 9 n.Chr. Publius Quinctilius Varus wordt bij de Kalkrieserberg in de val gelokt en vernietigend verslagen.
- 15 n.Chr. Tweede veldtocht van Germanicus. De achtervolging op Arminius begint.
- 16 n.Chr. Derde veldtocht van Germanicus. De Slag bij Idavisto eindigt met een nederlaag.
- 17 n.Chr. Oorlog met de Sueben. Maroboduus wordt verslagen, de Cherusken en hun bondgenoten pronken met buitgemaakte Romeinse wapens.
- 19 n.Chr. Arminius komt, waarschijnlijk door verraad in eigen kring, om het leven.
- 47 n.Chr. Italicus, de zoon van Flavus is de enige overlevende van zijn familie. Na onderlinge twisten wordt hij door Claudius als koning naar de Cherusken gestuurd.
- ca. 49 n.Chr. Italicus weet een coalitie van omringende stammen en ontevredenen uit eigen volk in een veldslag te verslaan, wordt later verjaagd, maar keert met behulp van de Longobarden terug.
- ca. 51 n.Chr. Italicus overwint een coalitie van omringende stammen en ontevredenen uit eigen volk.

Alemannen · Ambivarieten · Ambronen · Ampsivaren · Angelen · Angrivariërs · Asdingen · Baemi · Bajuwaren · Bastarnen · Bataven · Bourgondiërs · Bructeren · Cananefaten · Chamaven · Chasuarii · Chatten · Chattuarii · Chauken · Cherusken · Cimbren · Cugerni · Dulgubnii · Fosi · Franken · Frisii · Gepiden · Goten · Harii · Helisiërs · Hermunduren · Herulen · Juten · Lakringen · Lemoviërs · Longobarden · Lugiërs · Manimiërs · Marcomannen · Marobudui · Marsi · Mattiakken · Naharvalen · Nemeten · Nerviërs · Ostrogoten · Quaden · Rugiërs · Saksen · Semnonen · Silingen · Sitones · Skiren · Sueben · Sugambren · Suiones · Tencteren · Teutonen · Toxandriërs · Triboken · Tubanten · Tudri · Tungri · Ubiërs · Usipeten · Vandalen · Vangionen · Visigoten · Volcae · Warnen
Germani cisrhenani:
Caerosi · Condrusi · Eburonen · Paemani · Segni
Stamverenigingen:
Herminones · Ingvaeones · Istvaeones